# Палаццо Капріні

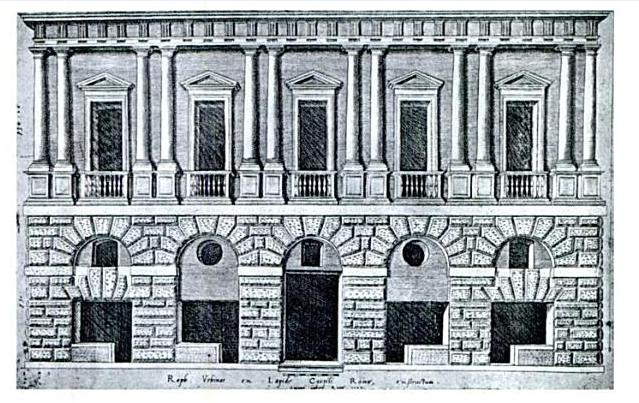
Палаццо Капріні, головний фасад. Гравюра Антуана Ляфлері

Палаццо Капріні (італ. Palazzo Caprini) — невеликий римський палац доби відродження, проект котрого створив архітектор Донато Браманте. Палаццо Капріні ретельно вивчав архітектор наступної доби Андреа Палладіо, що згодом породило низку варіантів ідеї Браманте і мало вплив на архітектуру палладіанства до початку 20 ст.

## Історія палацу
Донато Браманте оселився в папському Римі літнім фахівцем, що мав помітний проектний і будівельний досвід в князівствах Північної Італії. Власними проектами і дивовижними спорудами він звернув на себе увагу багатих і впливових замовників з оточення феодального папського двору.
Хронологічно він працював в папському Римі близько чотирнадцяти років (1599—1614 рр.), але встиг запроектувати низку важливих для католицької столиці споруд, що стануть хрестоматійними як в сакральній, так і в світській архітектурі. Праця по замовах впливових представників папського оточення сприяла появі декількох палаців, серед котрих був і палац Капріні.
Замовником був Вітербо Адріано де Капріні, протонотарій папи римського. Ранній римський період Браманте відстежується погано, а помер архітектор 1514 року. Проект головного фасаду палацу відносять до 1510 року або трохи раніше. Палац вибудували в Борго, житловому районі, що межував з базилікою Сан П'єтро. 1517 року (вже по смерті Браманте) колишній палац Капріні придбав впливовий ватиканський художник і архітектор з обслуги папи римського Рафаель Санті. Останній мешкав у палаці до власної смерті, а споруду почали іменувати як палац Рафаеля. Наприкінці 16 ст. палац Рафаеля став частиною більшого палацу Конвертенді. В 17 ст. палац остаточно поруйнували.

## Опис фасаду
На тлі середньовічних і мало узгоджених між собою споруд тодішнього Риму палац Капріні виділявся симетрією. Його фасад мав дзеркальну симетрію, що йшла повз середнє вікно і головний портал. Перший поверх мав руст і двері для невеличких крамниць. Крамнички освітлювали самі отвори дверей та вікна другого ярусу, де створили чергування квадратних і колоподібних форм.
Споруда мала підмурки, а другий поверх віддали під житло. Фасад другого поверху мав вікна-двері (перфенетр) з балюстрадами. Міжвіконні проміжки прикрасили подвоєними напівколонами, притуленими до стін. Напівколони нібито підтримували антаблемент із тригліфами, запозиченими з античної архітектури.
Браманте стояв у витоків створення римських ансамблів в архітектрурі. Палаццо Капріні був поки що лише поодинокою спорудою на вулиці Скоссакаваллі.
Ансамбль був вже у проекті для двору відомої римської церкви Сан П'єтро ін Монторіо. Але церковна громада спромоглася вибудувати лише невеликий храм у дворі, відомий як Темп'єтто. За життя Браманте встиг розпочати новий ансамбль у дворі між ватиканським палацом папи та Бельведером. Добудовувати ансамбль випало вже творчим нащадкам його ідей і проектів.

## Впливи архітектурного образу

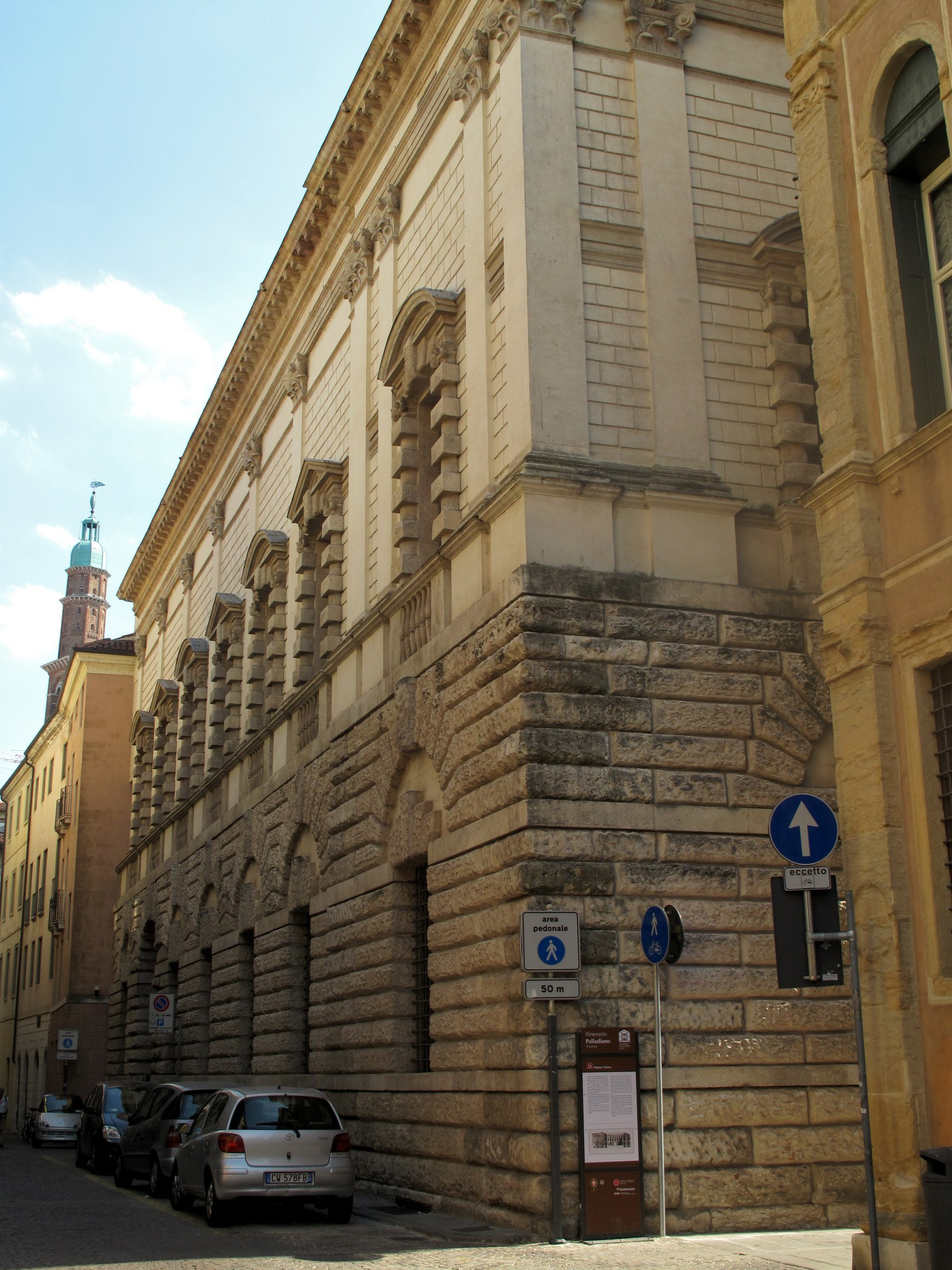
Фасад палаццо Тьєне у Віченці, за проектом Андреа Палладіо

Архітектурний образ палаццо Капріні справив на римських архітекторів потужне враження. Перші і вишукані варіанти проекту Браманте створив Рафаель Санті, міняючи деталі і декор в проектах палацу Бранконія Аквіла в Римі та в палаці Кафареллі Відоні. Архітектурна ідея була підхоплена і менш обдарованими будівничими, бо обіцяла нові замови і гроші (палаццо Пандольфо Пандольфіні та палаццо Угуччоні у Флоренції).
В Рим прибув архітектор з Віченци Андреа Палладіо. Відома його замальовка головного фасаду палац Капріні. Вона повністю була перенесена у проект фасаду палаццо Тьєне у місті Віченца, де скопійовані навіть двері для майбутніх крамниць і той же тип русту першого поверху (пізніше перебудовані в реальному палаці). У фасаді присутня та ж дзеркальна симетрія, але не на п'ять (як в палаці Капріні), а на сім осей. По іншому, солідно і на маньєристичний зразок, вирішено і декор другого поверху, звичні в архітекурній практиці випадки відступів від проекту Браманте заради демонстрації власної ерудиції нового архітектора.
Рустовані камені першого поверху були згодом замінені Палладіо та його послідовниками на цегляні мури, декоровані імітацією русту з будівельних розчинів. Ця імітація доживе в будівельних технологіях до зламу 19-20 ст. Саме ця технологія використана при побудові низки палладіанських палаців у 18 ст. (Палац Розумовського (Батурин) роботи Чарльза Камерона) та в низці міських споруд доби історичних стилів у 19 столітті.